# Robert z Molesme

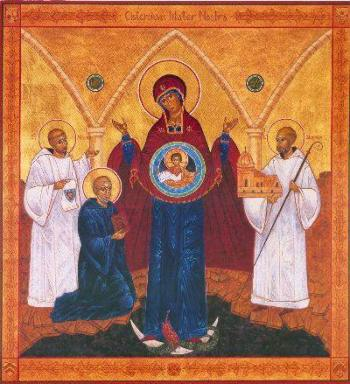
Trzech świętych założycieli opactwa w Cîteaux (od lewej): Stefan Harding, Robert z Molesme (klęczący w benedyktyńskim habicie) i Alberyk z Cîteaux

Robert z Molesme, również: Robert z Szampanii lub Robert z Cîteaux (ur. ok. 1027–1029 w Troyes, zm. 17 kwietnia 1111 w Molesme) – opat i reformator zakonny, założyciel zakonu cystersów, święty Kościoła katolickiego.

## Żywot świętego
Robert urodził się w zamożnej, szlacheckiej rodzinie w Troyes w Szampanii, jako syn Dietricha i Irmengardy. W wieku 15 lat rozpoczął nowicjat w zakonie benedyktynów w Montier-La-Celle (klasztor Saint Pierre la Celle) pod Troyes. Tam uzyskał święcenia kapłańskie i doszedł do stanowiska przeora. W 1069 został opatem Saint Michel de Tonnerre w diecezji Langres (Burgundia). W 1071 zniechęcony panującymi obyczajami zakonnymi porzucił ten klasztor oraz stanowisko i wrócił do Montier-La-Celle. Wkrótce wywędrował do Saint Ayoul de Provins. W latach 1073–1074 eremici z puszczy Cellan (Collan lub Colan) wybrali go swoim duchowym przewodnikiem.
Robert starał się o pozwolenie na założenie własnego klasztoru, które otrzymał od Grzegorza VII. Robert – pragnący życia prawdziwie ascetycznego i pustelniczego z grupą eremitów przeniósł się w 1075 do Molesme niedaleko Chalon-sur-Saône w Burgundii. Był to teren dziki i niezagospodarowany, przekazany mu na pustelnię przez ród Maligny. Początkowo mnisi mieszkali w drewnianych chatach postawionych wokół kapliczki św. Trójcy i zajmowali się pracą fizyczną, podobnie do mnichów z Camaldoli. Pod kierunkiem Roberta zgromadzenie rozwijało się bardzo dynamicznie fundując nowe przeoraty, a Molesme stało się wkrótce kolebką nowej kongregacji monastycznej. W eremie Sèche-Fontaine styl życia mnichów Roberta podpatrywał m.in. Bruno z Kolonii, założyciel zakonu kartuzów. Spory między zwolennikami reguły kluniackiej a zwolennikami Roberta, który preferował regułę eremicko-ascetyczną spowodowały, że w 1090 Robert opuścił klasztor i z grupą zwolenników udał się do pustelni Aulx. Następcą Roberta w Molesme został Gotfryd.
W Aulx przebywał w latach 1090–1093, jednak z polecenia legata papieskiego został zmuszony do powrotu do Molesme. Robert, po spotkaniu z legatem papieskim w Lyonie, otrzymał pozwolenie na utworzenie zakonu nowego porządku. W wyludnionej i lesistej dolinie podarowanej przez Roberta Raynalda, wicehrabiego Beaune, 21 marca 1098 Robert z Molesme, Alberyk i Stefan Harding, wraz z dwudziestką innych mnichów założyli nowy klasztor w Cîteaux, dając początek najważniejszemu opactwu przyszłego zakonu cystersów. 
W 1099 mnisi z Molesme poprosili Roberta o powrót, obiecując podporządkowanie się regułom zakonu benedyktyńskiego. Robert wrócił do Molesme i pozostał tam aż do śmierci. Jego następcą w Cîteaux został św. Alberyk (Alberic) (1099), a po nim od 1109 św. Stefan Harding.

## Kult
Na wniosek kapituły generalnej (1220), kult Roberta z Molesme został zatwierdzony lokalnie przez papieża Honoriusza III w 1221, a następnie rozszerzony na cały Kościół w 1222 i ujęty w kanonie rzymskim.
Jako jeden z założycieli cystersów, postać Roberta jest kontrowersyjną. Miał wolę i cel ustanowienia reformy zakonu benedyktynów, ale nie przeprowadził jej. Nie ma go również we wczesnych źródłach z Citeaux.
Kult św. Roberta ponownie ograniczono do zakonu cystersów, a Robert został wpisany do działu „założycieli”.

### Dzień obchodów
Do czasu reformy z soboru watykańskiego II (1969), św. Robert wspominany był 29 kwietnia (od 1224). W zakonie cystersów wspominano go razem ze św. Alberykiem oraz ze św. Stefanem 26 czerwca.
Obecnie jego wspomnienie liturgiczne w Kościele katolickim obchodzone jest 17 kwietnia.
Kościół katolicki w Polsce oraz zakony: cystersów, benedyktynów i trapistów wspominają trzech świętych założycieli monasteru w Cîteaux 26 stycznia.

### Ikonografia
W ikonografii przedstawiany jest z oboma świętymi. Jego atrybutem jest pierścień – znak więzi z Bogiem.